# Poggersdorf
Poggersdorf es una localidad del distrito de Klagenfurt, en el estado de Carintia, Austria, con una población estimada a principio del año 2018 de 3193 habitantes. 
Se encuentra ubicada al sur del estado, cerca del lago Wörther y de la frontera con Eslovenia.